# Luis Velásquez
Luis Velásquez (* 30. Dezember 1919; † 9. Februar 1997 im Middlesex County, Massachusetts, Vereinigte Staaten) war ein guatemaltekischer Langstreckenläufer.
Bei den Zentralamerika- und Karibikspielen gewann er 1946 Silber im Halbmarathon und siegte 1950 über 10.000 m und im Halbmarathon.
1951 gewann er beim Marathon der Panamerikanischen Spiele in Buenos Aires Bronze. Im Jahr darauf stellte er am 5. April 1952 in Guatemala-Stadt mit 2:33:28 h seine persönliche Bestzeit über diese Distanz auf. Bei den Olympischen Spielen in Helsinki kam er über 10.000 m auf den 31. Platz und erreichte beim Marathon nicht das Ziel.
Beim Marathon der Panamerikanischen Spiele 1955 in Mexiko-Stadt holte er erneut Bronze.